# Michele De Palma
Michele De Palma (Terlizzi, 24 gennaio 1976) è un sindacalista e politico italiano, segretario generale della FIOM dal 6 aprile 2022.

## Biografia

### Attività politica
Pugliese di Terlizzi, sin da molto giovane è attivo nei movimenti studenteschi e partecipa alle attività del Partito della Rifondazione Comunista.
Dai primi anni Duemila entra nell'esecutivo nazionale dei Giovani Comunisti, organizzazione giovanile del PRC, di cui è coordinatore nazionale dall'aprile 2004 fino al settembre 2006. Nel gennaio 2009 segue Nichi Vendola nella scissione da Rifondazione che dà vita a Sinistra Ecologia Libertà. Eletto con il PRC consigliere comunale di Terlizzi nel 2008 si dimette dalla carica nell'ottobre 2010.

### Attività sindacale
Dal 2008 inizia la militanza sindacale nella CGIL come funzionario della FIOM di Reggio Emilia. Nel 2012, come responsabile del settore automotive, si sposta alla Fiom nazionale. Entra a far parte della segreteria nazionale della Fiom il 24 ottobre 2017.
Dal 6 aprile 2022 diventa segretario generale nazionale della FIOM.